# Condado de Aitkin
El condado de Aitkin (en inglés: Aitkin County) es un condado en el estado estadounidense de Minnesota. En el censo de 2000 el condado tenía una población de 15.301 habitantes. La sede de condado es Aitkin. El condado fue formado en 1857 a partir de prociones de los condados de Pine y Ramsey. Originalmente, su nombre era condado de Aiken en honor a William Alexander Aitken, un comerciante de la American Fur Company. El nombre fue cambiado por el actual en 1872.

## Geografía

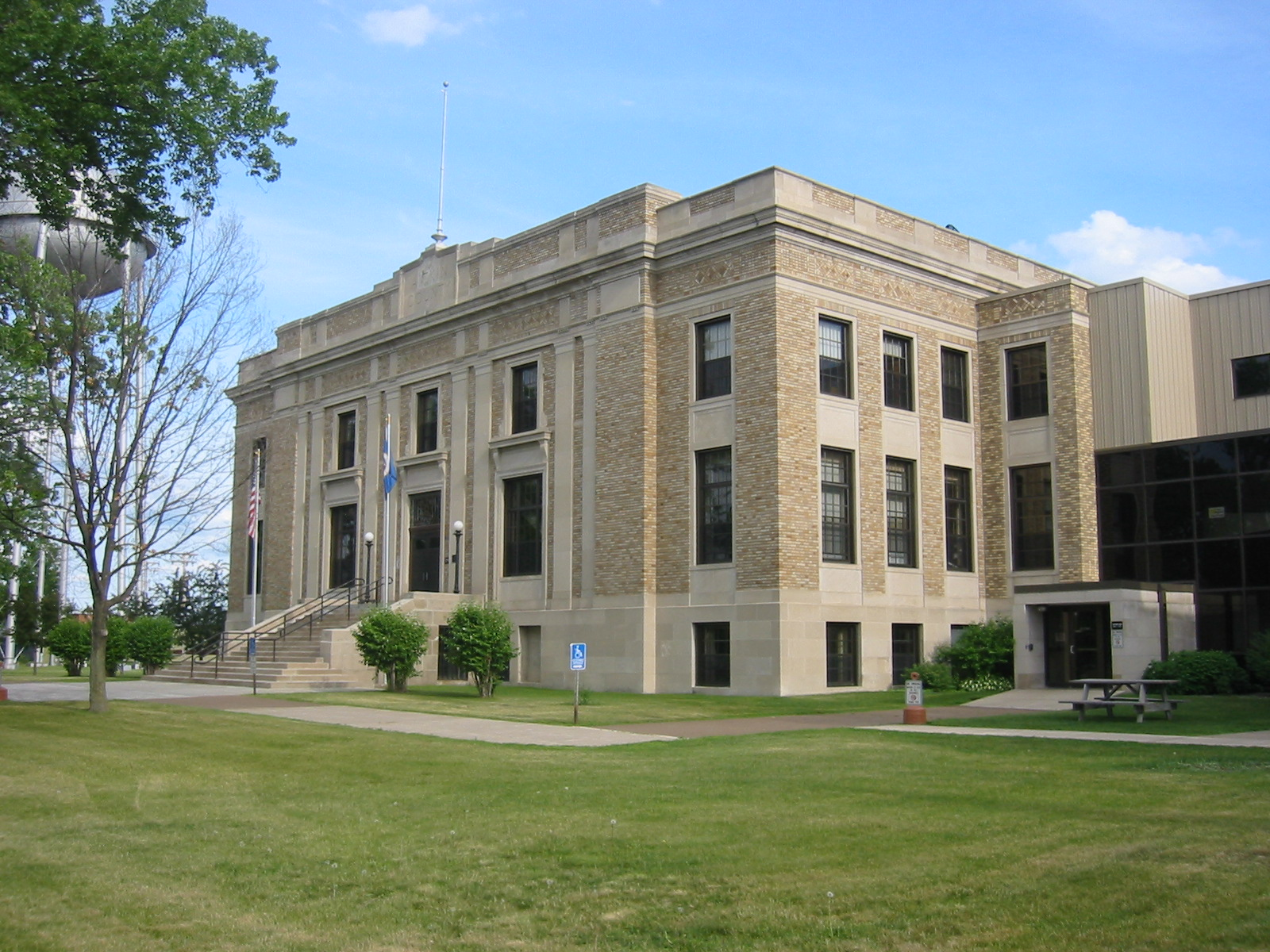
Juzgado del condado de Aitkin en Aitkin.

Según la Oficina del Censo, el condado tiene un área total de 5.168 km² (1.995 sq mi), de la cual 4.712 km² (1.819 sq mi) es tierra y 456 km² (176 sq mi) (8,82%) es agua.

### Condados adyacentes
- Condado de Itasca (norte)
- Condado de St. Louis (noreste)
- Condado de Carlton (este)
- Condado de Pine (sureste)
- Condado de Kanabec (sur)
- Condado de Mille Lacs (sur)
- Condado de Crow Wing (suroeste)
- Condado de Cass (noroeste)

### Áreas protegidas nacionales
- Rice Lake National Wildlife Refuge

## Autopistas importantes
- U.S. Route 169
- Ruta estatal de Minnesota 18
- Ruta estatal de Minnesota 47
- Ruta estatal de Minnesota 65
- Ruta estatal de Minnesota 200
- Ruta estatal de Minnesota 210
- Ruta estatal de Minnesota 232

## Demografía
En el  censo de 2000, hubo 15.301 personas, 6.644 hogares y 4.458 familias residiendo en el condado. La densidad poblacional era de 8 personas por milla cuadrada (3/km²). En el 2000 había 14.168 unidades habitacionales en una densidad de 8 por milla cuadrada (3/km²). La demografía del condado era de 96,41% blancos, 0,23% afroamericanos, 2,28% amerindios, 0,20% asiáticos, 0,02% isleños del Pacífico, 0,16% de otras razas y 0,71% de dos o más razas. 0,60% de la población era de origen hispano o latino de cualquier raza. 
La renta promedio para un hogar del condado era de $31.139 y el ingreso promedio para una familia era de $37.290. En 2000 los hombres tenían un ingreso medio de $31.604 versus $20.633 para las mujeres. La renta per cápita para el condado era de $17.848 y el 11,60% de la población estaba bajo el umbral de pobreza nacional.

## Ciudades y pueblos
| - Aitkin - Giese - Glen | - Hill City - Jacobson - Malmo | - McGrath - McGregor - Palisade | - Sandy Lake - Swatara - Tamarack - Waukenabo |

### Municipios
| - Municipio de Aitkin (condado de Aitkin, Minnesota) - Municipio de Ball Bluff (condado de Aitkin, Minnesota) - Municipio de Balsam (condado de Aitkin, Minnesota) - Municipio de Beaver (condado de Aitkin, Minnesota) - Municipio de Clark (condado de Aitkin, Minnesota) - Municipio de Cornish (condado de Aitkin, Minnesota) - Municipio de Farm Island (condado de Aitkin, Minnesota) - Municipio de Fleming (condado de Aitkin, Minnesota) - Municipio de Glen (condado de Aitkin, Minnesota) - Municipio de Haugen (condado de Aitkin, Minnesota) - Municipio de Hazelton (condado de Aitkin, Minnesota) - Municipio de Hill Lake (condado de Aitkin, Minnesota) - Municipio de Idun (condado de Aitkin, Minnesota) - Municipio de Jevne (condado de Aitkin, Minnesota) - Municipio de Kimberly (condado de Aitkin, Minnesota) - Municipio de Lakeside (condado de Aitkin, Minnesota) - Municipio de Lee (condado de Aitkin, Minnesota) - Municipio de Libby (condado de Aitkin, Minnesota) - Municipio de Macville (condado de Aitkin, Minnesota) - Municipio de Malmo (condado de Aitkin, Minnesota) | - Municipio de McGregor (condado de Aitkin, Minnesota) - Municipio de Millward (condado de Aitkin, Minnesota) - Municipio de Morrison (condado de Aitkin, Minnesota) - Municipio de Nordland (condado de Aitkin, Minnesota) - Municipio de Pliny (condado de Aitkin, Minnesota) - Municipio de Rice River (condado de Aitkin, Minnesota) - Municipio de Salo (condado de Aitkin, Minnesota) - Municipio de Seavey (condado de Aitkin, Minnesota) - Municipio de Shamrock (condado de Aitkin, Minnesota) - Municipio de Spalding (condado de Aitkin, Minnesota) - Municipio de Spencer (condado de Aitkin, Minnesota) - Municipio de Turner (condado de Aitkin, Minnesota) - Municipio de Verdon (condado de Aitkin, Minnesota) - Municipio de Wagner (condado de Aitkin, Minnesota) - Municipio de Waukenabo (condado de Aitkin, Minnesota) - Municipio de Wealthwood (condado de Aitkin, Minnesota) - Municipio de White Pine (condado de Aitkin, Minnesota) - Municipio de Williams (condado de Aitkin, Minnesota) - Municipio de Workman (condado de Aitkin, Minnesota) |

### Territorio no organizado
- Davidson (Minnesota)
- Jewett (Minnesota)
- Northeast Aitkin (Minnesota)
- Northwest Aitkin (Minnesota)